# António Marques Bessa
António Marques Bessa (Carapinheira do Campo, 29 de agosto de 1949 – 17 de agosto de 2022) foi um professor catedrático português do Instituto Superior de Ciências Sociais e Políticas da Universidade Técnica de Lisboa, e militante doutrinário da Nova Direita.
Licenciado em Política Ultramarina, especialista em teoria das elites, e doutorado em Ciências Sociais.
Foi vice-presidente do Conselho Pedagógico do Instituto Superior de Ciências Sociais e Políticas, dirigindo o seu Centro de Estudos de Geopolítica e coordenador institucional do programa Erasmus-Sócrates. Foi igualmente conselheiro cientifico do Centro de Análise Económica da Regulação Social da Universidade Autónoma de Lisboa.
Foi um dos principais introdutores em Portugal dos temas de etologia de Konrad Lorenz e Robert Ardrey. Já no plano universitário é marcante um estrito cientismo de linha neopositivista.

## Biografia
Teve que se radicar em Madrid, dada a perseguição como militante do Partido do Progresso, após a manifestação da Maioria Silenciosa, em 28 de Setembro de 1974, onde tomou contato com as novas orientações das disciplinas sociais.
Foi um dos fundadores do grupo da revista Futuro Presente.
Em 2004, participa no 12.º Episódio dos 30 Anos do 25 de Abril, passado na RTP.

## Obras
Autor de diversos livros, ensaios e traduções.

### Livros
- "A economia Portuguesa, dois anos com Marx" (1976)[8]
- "Introdução à Etologia. A Nova Imagem do Homem" (1978)[6];
- "Dicionário Político do Ocidente" (1979)[6];
- "Quem Governa? Uma Análise Histórico-Política do Tema da Elite" (1993) (dissertação de doutoramento)[6]
- "A Arte de Governar" (1996)[6];
- "O trabalho das ideias" (1997)[9];
- "Para uma teoria geopolítica do conflicto na Europa do nosso tempo" (1997)[10]
- "A missa com o Padre Pio e discursos de João Paulo II na sua beatificação" (1999);
- "Introdução à Política, coleção I, II, III" (1999 - 2002)[11];
- "Elites e Movimentos Sociais" (2002)[12];
- "O Olhar de Leviathan: uma introdução à politica externa dos Estados modernos" (2001);
- "Salto do Tigre - Geopolítica aplicada" (2007)[13];
- "O Poder na História" (2009)[14];
- "A mensagem de La Salette" (2016)[12];
- Portugal : tempo de todos os perigos : o golpe de Estado e a revolução[12];
- "Utopia: Uma Visão da Engenharia de Sonhos"[15];

### Ensaios
- "Ensaio Sobre o Fim da Nossa Idade" (1978)[6].
- "Portugal: A Identidade Portuguesa" (1988)[16]
- "Timor-Leste em mudança : ensaios sobre administração pública e local" (2004)[12]
- "Continentalidade E Maritimidade - A Política Externa do Impérios e a Política Externa da China - Um Ensaio Geopolítico Comparativo", por António Marques Bessa, Cadernos Navais, nº 20 - Março 2007

### Traduções
- "A ideia de raça" / Michael Benton(2010)[12]
- "Mito e significado" / Claude Lévi-Strauss[12]